# Gauliga Kurhessen
De Gauliga Kurhessen was Gauliga's die in 1941 werd opgericht nadat de Gauliga Hessen ontbonden werd. Een aantal clubs uit de Gauliga Hessen verkaste naar de nieuwe Gauliga Hessen-Nassau, waar voornamelijk clubs speelden uit de vroegere Gauliga Südwest-Mainhessen. 

## Erelijst
| Seizoen | Kampioen                           | Vicekampioen     |
| 1941-42 | Borussia Fulda                     | Kurhessen Kassel |
| 1942-43 | SV 06 Kassel-Rothenditmold         | VfL 1860 Marburg |
| 1943-44 | 1. Reichsbahn SG Borussia 04 Fulda | SV Niederzwehren |

## Seizoenen Gauliga
| Club                         | /3 | Seizoenen (1941-1944) |
| ---------------------------- | -- | --------------------- |
| SV 06 Kassel-Rothenditmold   | 3  | 1941-1944             |
| SV Hermannia 06 Kassel       | 3  | 1941-1944             |
| VfL Marburg 1860             | 3  | 1941-1944             |
| SV Borussia 04 Fulda         | 2  | 1941-1943             |
| SV Kurhessen 93 Kassel       | 2  | 1941-1943             |
| 1. BC Sport Kassel           | 2  | 1941-1943             |
| CSC 03 Kassel                | 2  | 1941-1943             |
| BV 06 Kassel                 | 2  | 1941-1943             |
| SpVgg Niederzwehren          | 2  | 1942-1944             |
| KSG Kurhessen/CSC 03 Kassel  | 1  | 1943-1944             |
| KSG TuRa/TuSpo Kassel        | 1  | 1943-1944             |
| Reichsbahn SG-Borussia Fulda | 1  | 1943-1944             |
| SV Petersberg                | 1  | 1941-1942             |

1933/34 · 1934/35 · 1935/36 · 1936/37 · 1937/38 · 1938/39 · 1939/40 · 1940/41 

Gauliga Kurhessen: 1941/42 · 1942/43 · 1943/44 · 1944/45
Originele Gauliga's: Baden · Bayern · Berlin-Brandenburg · Hessen · Mitte · Mittelrhein · Niederrhein · Niedersachsen · Nordmark · Ostpreußen · Pommern · Sachsen · Schlesien · Südwest-Mainhessen · Westfalen · Württemberg

Gauliga's na 1939: Hamburg · Hessen-Nassau · Köln-Aachen · Kurhessen · Mecklenburg · Moselland · Niederschlesien · Oberschlesien · Osthannover · Schleswig-Holstein · Südhannover-Braunschweig · Weser-Ems · Westmark

Gauliga's in bezette gebieden: Böhmen und Mähren · Danzig-Westpreußen · Elsaß · Generalgouvernement · Sudetenland · Ostmark · Wartheland